# Christian Baasch
Christian Heinrich Theodor Baasch (* 10. Juli 1909 in Kiel; † 5. September 1939) war ein deutscher Fußballspieler.

## Karriere
Baasch gehörte Holstein Kiel als Mittelfeldspieler an, für den er von 1928 bis 1933 in den vom Norddeutschen Fußball-Verband organisierten Meisterschaften, zunächst in der Runde der Zehn und ab der Saison 1929/30 in der Oberliga Schleswig-Holstein, Punktspiele bestritt. Aufgrund der regionalen Erfolge – dreimal Zweitplatzierter in der Norddeutschen Meisterschaft und einmal Norddeutscher Meister – nahm er mit der Mannschaft auch an den jeweiligen Endrunden um die Deutsche Meisterschaft teil. Sein erstes von 10 Endrundenspielen bestritt er am 16. Juni 1929 im Stadion Hoheluft bei der 1:6-Niederlage im Achtelfinale gegen den 1. FC Nürnberg. In der Folgespielzeit drang er mit seiner Mannschaft bis ins Finale vor, das jedoch am 22. Juni im Düsseldorfer Rheinstadion mit 4:5 gegen Hertha BSC verloren wurde. Danach schied er mit seiner Mannschaft erneut im Halbfinale aus dem Wettbewerb aus. Sein letztes Endrundenspiel endete am 22. Mai 1932 in Hamburg mit der 0:4-Niederlage im Viertelfinale gegen den 1. FC Nürnberg.
Von 1933 bis 1936 spielte er für seine Mannschaft in der Gauliga Nordmark, eine von zunächst 16, später auf 23 aufgestockten Gauligen zur Zeit des Nationalsozialismus als einheitlich höchste Spielklasse im Deutschen Reich. Seine Mannschaft erstritt in dieser Zeit zwei dritte Plätze und zuletzt den vierten Platz. Ferner kam er in der 1. und 2. Runde des Tschammerpokal-Wettbewerbs, dem 1935 eingeführten Pokalwettbewerb für Vereinsmannschaften zum Einsatz. Sein erstes Pokalspiel am 1. September 1935 im heimischen Stadion krönte er beim 7:1-Sieg über den SV Nordring Stettin mit seinem einzigen Tor, dem Treffer zum 1:0 in der 25. Minute. Mit der 3:4-Niederlage drei Wochen später bei Hannover 96 schied er mit seiner Mannschaft, die zur Halbzeit noch mit 3:0 geführt hatte, aus dem Wettbewerb aus; seinem Mitspieler Rudi Mund unterlief in der 88. Minute ein Eigentor.

## Erfolge
- Zweiter der Deutschen Meisterschaft 1930
- Norddeutscher Meister 1930
- Schleswig-Holsteinischer Meister 1930, 1931, 1932, 1933